# Cócegas (teatro)
Cócegas é uma peça de teatro, que mistura drama e comédia escrita e interpretada pelas atrizes Heloísa Périssé e Ingrid Guimarães. A peça é dividida em 9 esquetes, onde em apenas 2 as atrizes se encontram. Ficou em cartaz entre 2001 e 2011 com o retorno previsto para o ano de 2021. No seu desenvolver foi criada também uma versão infantil chamada "Cosquinha".

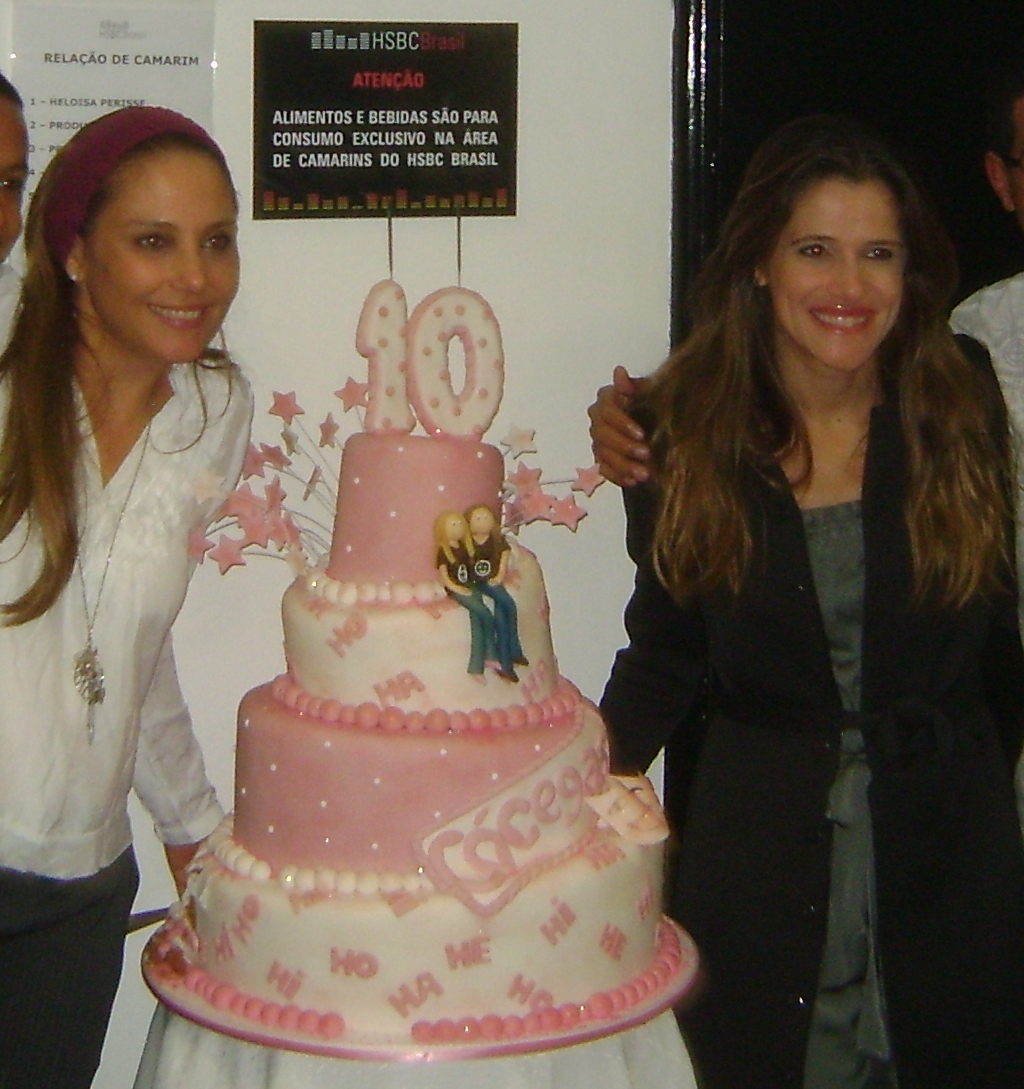
Heloísa Périssé e Ingrid Guimarães comemorando os 10 anos em cartaz da peça, em 2011, em São Paulo

## Esquetes
- A mulher do 3º milênio
- A Modelo
- Miss Mosóro
- As Cachorras
- Maricson
- A Encalhada
- Adolescente
- Perua de Deus
- Dez Para as Duas

Direção
- Luiz Carlos Tourinho
- Marcelo Saback
- Régis Faria
- Sura Berditchevsky
- Aloísio de Abreu